# 中国共産党第八期中央委員会第十二回全体会議
中国共産党第八期中央委員会第十二回全体会議（ちゅうごくきょうさんとうだい8きちゅうおういいんかいだい11かいぜんたいかいぎ）は、1968年10月13日から31日まで北京で行われた中国共産党中央委員会の会議。この会議の略称を第8期12中全会という。文化大革命（文革）のさなかに開催され、文革による「実権派」からの権力奪取を印象付けた。
第8期11中全会以降、97名いた中央委員のうち10名が亡くなっていた。また、生存はしていたものの古参幹部が次々と失脚して出席の権利を剥奪されていたため、第8期中央委員の定員97名から物故者10名を引いた87名に対し出席できたのはわずか40名で、会議初日に中央委員候補から無関係に10名を選んで中央委員とし、過半数とした。また、会議には軍事委員会弁事務のメンバーや、各省、市、自治区の革命委員会や大軍区の責任者、中央直属機関からも出席者が出る拡大会議となった。
毛沢東が会議を主催し、文革を主導した中央文化革命小組のメンバーは全員出席した。「毛沢東の文化大革命開始後に出された指示は全て正しい」と認め、「劉少奇を初めとするブルジョア司令部を打倒した」文革の成果が承認された。また、第9回党大会（九全大会）の準備も議題となり、「九全大会代表の選出に関する決定」が承認された。
かろうじて政治局常務委員と国家主席の地位に留まっていた劉少奇は会議上、江青、康生、謝富治が提出した「叛徒、内奸、工賊劉少奇の罪行に関する審査報告」で「反革命の本性を暴かれ」、永久に党から除名されることとなった。この決定は毛沢東が事前に目を通し、承認を得ていた。この決定は1980年の第11期5中全会でようやく取り消され、名誉回復がなされたが、劉は1969年11月にすでに死亡していた。